# Vatikanstaten
Vatikanstaten (italiensk: Stato della Città del Vaticano; latin: Status Civitatis Vaticanæ) eller vatikanet eller pavestaten er en uafhængig stat midt i byen Rom. Vatikanstaten er med sine 0,44 km² og 1.000 indbyggere verdens mindste land målt på areal såvel som antal indbyggere.
Vatikanstaten kan karakteriseres som et kirkeligt præstemonarki - en art teokrati -, underlagt Roms biskop, paven. Statens øverste embedsmænd tilhører alle den katolske kirkes multietniske gejstlighed. De har siden pavedømmets tilbagevenden fra Avignon i 1377 primært holdt til i Det Apostolske Palads, men har undertiden også resideret i Quirinalpaladset i selve Rom.
Vatikanstaten må ikke forveksles med Den Hellige Stol (latin: Sancta Sedes), der siden oldkristen tid har ageret øverste myndighed for den katolske kirkes 1,2 milliarder følgere. Den uafhængige bystat Vatikanstaten blev først grundlagt med Laterantraktaten (1929) mellem Den Hellige Stol og Italien. Traktaten omtaler Vatikanstaten som noget nyt, og altså ikke et levn fra den langt større Kirkestat (756-1870), der tidligere havde omfattet store dele af Centralitalien. Den Hellige Stol har i henhold til traktatens bestemmelser fuldt ejerskab og enerådende herredømme over bystaten.
Vatikanstaten er hjemsted for store religiøse og kulturelle seværdigheder, bl.a. Peterskirken, Det Sixtinske Kapel og Vatikanmuseet. Sammen er de hjemsted for nogle af verdens mest berømte kunstværker. Vatikanstatens specielle økonomi finansieres bl.a. af salg af frimærker, souvenirs og museumsbilletter.
I 1984 blev Vatikanstaten opført på UNESCOs liste over verdensarv; Det er det eneste verdensarvssted, der omfatter en hel stat.

## Historie
Området blev i oldtiden kaldt Ager Vaticanus. Det kan måske stamme fra det latinske vaticinium, der betyder "varsel": Der lå et tempel på egnen, hvortil der var knyttet profeter, vates. Området var landligt med vingårde. Vinen derfra stod ikke højt i kurs, og Martial skrev: "Drikker du Vatikan-vinen, drikker du gift. Kan du lide eddike, kan du også lide Vatikan-vin." Da undergrunden var rig på ler og sand, var der fremstilling af tegl og keramik i området. Midt på Ager Vaticanus lå en gravplads. Døde måtte ikke begraves inden for bymurene, så Via Cornelia, der førte gennem egnen, var kantet med gravmæler. Her blev også apostlen Peter gravlagt. Agrippina den ældre besad nogle store haver mellem Vatikanhøjden og Tiberen, og efter hendes død begyndte sønnen Caligula at bygge et cirkus der. Det blev fuldført af Nero, som opkaldte det efter Caligula og sig selv: Circus Gaii et Neronis. Her fandt en af de første kristenforfølgelser sted, og det var nok her, Peter led martyrdøden.

## Seværdigheder
- Peterskirken
- Vatikanmuseet
- Peterspladsen

### Campo Santo Teutonico
Campo Santo Teutonico (den tyske kirkegård) er et ekstraterritorialt område, der ligger i Vatikanet. Indgangen findes syd for Peterspladsen. På kirkegården ligger blandt andre den danske prinsesse Charlotte Frederikke af Mecklenburg-Schwerin (4. december 1784 – 13. juli 1840) begravet. Hun var gift med Christian Frederik, den senere Christian 8. Parret blev skilt efter at Christian Frederik erfarede, at prinsessen havde et forhold til sin sanglærer, komponisten Edouard du Puy. Charlotte Frederikke blev forvist til Horsens, men flyttede senere til Rom, hvor hun levede det søde liv til sin død.
Gravmælet for Charlotte Frederikke blev finansieret af hendes søn Frederik 7.

## Galleri
- Kort over Vatikanet (engelsk)
- Kort over Vatikanet
- Skt. Peters-pladsen tidligt om morgenen.
- Model i Vatikanmuseet

## Fodnoter
1. ↑  Calendario Atlante De Agostini angav Vatikanstatens areal som 44 ha i 1930 udgaven[5], men rettede det til 49 ha i 1945–1946 udgaven.[6] Arealet 44 ha gengives af mange kilder på trods af unøjagtigheden.